# 日本哲学系諸学会連合
日本哲学系諸学会連合（にほんてつがくけいしょがっかいれんごう）は2007年3月に設立された日本の学会連合。日本学術会議が第20期（2005年から）に研究連絡会議（研連）を事実上廃止し、哲学系の哲研連も消滅することになったのを受け、哲研連の6学会（日本哲学会、日本倫理学会、日本中国学会、日本印度学仏教学会、日本宗教学会、美学会）が集まって新設された。
略称JFPS。

## 加盟している学会
2007年時点で
- 日本哲学会
- 日本倫理学会
- 日本宗教学会
- 日本印度学仏教学会
- 日本中国学会（哲学部会）
- 美学会
- 比較思想学会
- 中世哲学会
- 筑波大学哲学・思想学会
- 日本現象学会

が加盟。